# UFC 89
UFC 89: Bisping vs. Leben è stato un evento di arti marziali miste tenuto dalla Ultimate Fighting Championship il 18 ottobre 2008 alla National Indoor Arena di Birmingham, Regno Unito.

## Retroscena
L'evento doveva ospitare la sfida tra gli imbattuti mediomassimi brasiliani Lyoto Machida e Thiago Silva, ma a causa di un infortunio alla schiena capitato a Silva il match venne posticipato all'evento UFC 94: St-Pierre vs. Penn 2.
Dopo il suo incontro Chris Leben venne trovato positivo allo Stanozolol e venne sospeso per nove mesi.

## Risultati

### Card preliminare
- Incontro categoria Pesi Leggeri:  Samy Schiavo contro  Per Eklund

Eklund sconfisse Schiavo per sottomissione (strangolamento da dietro) a 1:47 del terzo round.
- Incontro categoria Pesi Leggeri:  David Baron contro  Jim Miller

Miller sconfisse Baron per sottomissione (strangolamento da dietro) a 3:19 del terzo round.
- Incontro categoria Pesi Leggeri:  Jess Liaudin contro  David Bielkheden

Bielkheden sconfisse Liaudin per decisione unanime (30–27, 29–28, 29–28).
- Incontro categoria Pesi Leggeri:  Terry Etim contro  Sam Stout

Etim sconfisse Stout per decisione unanime (30–27, 29–28, 29–28).
- Incontro categoria Pesi Welter:  Dan Hardy contro  Akihiro Gono

Hardy sconfisse Gono per decisione divisa (29–28, 29–28, 28–29).
- Incontro categoria Pesi Massimi:  Shane Carwin contro  Neil Wain

Carwin sconfisse Wain per KO Tecnico (pugni) a 1:31 del primo round.

### Card principale
- Incontro categoria Pesi Welter:  Paul Kelly contro  Marcus Davis

Davis sconfisse Kelly per sottomissione (strangolamento a ghigliottina) a 2:16 del secondo round.
- Incontro categoria Pesi Welter:  Paul Taylor contro  Chris Lytle

Lytle sconfisse Taylor per decisione unanime (30–27, 29–28, 29–28).
- Incontro categoria Pesi Mediomassimi:  Rameau Thierry Sokoudjou contro  Luiz Cané

Cané sconfisse Sokoudjou per KO Tecnico (pugni) a 4:15 del secondo round.
- Incontro categoria Pesi Mediomassimi:  Keith Jardine contro  Brandon Vera

Jardine sconfisse Vera per decisione divisa (29–28, 29–28, 28–29).
- Incontro categoria Pesi Medi:  Michael Bisping contro  Chris Leben

Bisping sconfisse Leben per decisione unanime (30–27, 30–27, 29–28).

## Premi
Ai vincitori sono stati assegnati 40.000$ per i seguenti premi:
- Fight of the Night:  Paul Taylor contro  Chris Lytle
- Knockout of the Night:  Luiz Cané
- Submission of the Night:  Jim Miller